# محمود صالح (لاعب كرة قدم)
محمود صالح لاعب كرة قدم لعب في النادي الأهلي في مركز الدفاع في الثمانينيات والتسعينيات. وُلد في 16 أغسطس 1960 بحي بولاق أبو العلا بالقاهرة. حصل مع الأهلي المصري على العديد من الألقاب المحلية مثل الدوري المصري وكأس مصر، بالإضافة إلى العديد من البطولات الأفريقية. يعد اعتزاله، تحول إلى سلك التدريب. كان عضوًا في لجنة اكتشاف المواهب بالنادي الأهلي حيث تولي مهمة الإشراف على قطاع الناشئين خلفًا لسابقه عادل طعيمة. وافته المنية يوم 27 يوليو 2024 بعد صراع مع المرض.